# Porter J. McCumber

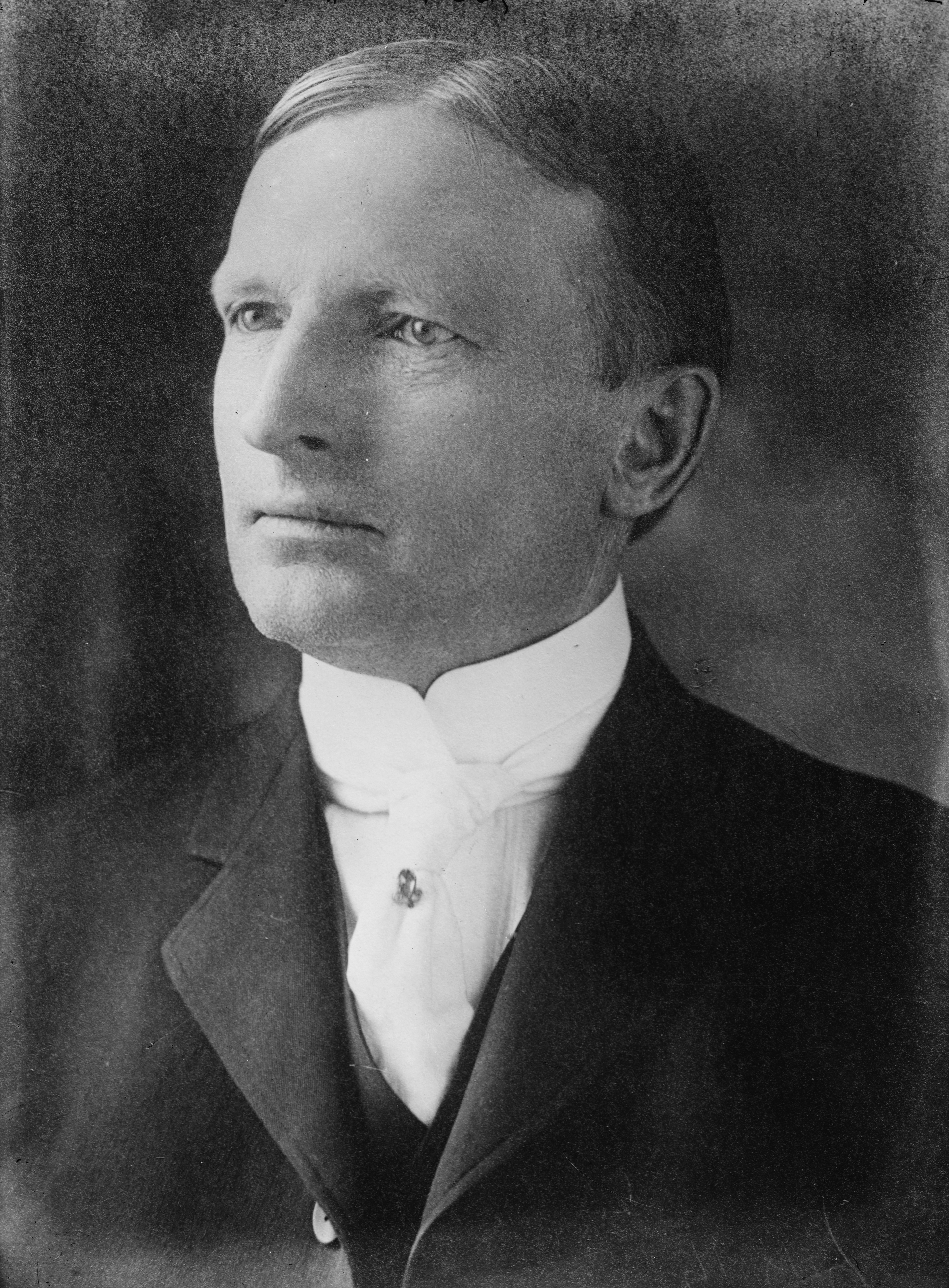
Porter J. McCumber

Porter James McCumber (* 3. Februar 1858 in Crete, Will County, Illinois; † 18. Mai 1933 in Washington D.C.) war ein US-amerikanischer Politiker (Republikanische Partei), der den Bundesstaat North Dakota im US-Senat vertrat.
Noch im Jahr von Porter McCumbers Geburt zogen seine Eltern mit ihm von Illinois nach Rochester in Minnesota. Dort besuchte er die öffentlichen Schulen und arbeitete zunächst als Lehrer, ehe er Jura an der University of Michigan studierte. Nach seinem Abschluss im Jahr 1880 wurde er in die Anwaltskammer aufgenommen und begann in Wahpeton im Dakota-Territorium zu praktizieren. 1885 gehörte er dem Repräsentantenhaus des Territoriums an, 1887 dessen Senat. Zwischen 1889 und 1891 war er Staatsanwalt im Richland County.
1898 setzte er sich bei der Wahl zum US-Senat gegen den demokratischen Amtsinhaber William N. Roach durch. McCumber zog am 4. März 1899 in den Kongress ein und verblieb dort nach mehrfacher Wiederwahl bis zum 3. März 1923. Im Jahr 1922 wurde er von seiner Partei nicht mehr aufgestellt; die Nominierung ging an den ehemaligen Gouverneur Lynn Frazier. Während seiner Zeit im Senat war er Vorsitzender und Mitglieder mehrerer Ausschüsse; 1922 verfasste er mit dem Kongressabgeordneten Joseph W. Fordney den Entwurf eines vom Isolationismus jener Zeit geprägten Zollgesetzes, das als Fordney-McCumber Tariff Act bekannt wurde.
Nach seinem Abschied aus dem Senat arbeitete McCumber als Anwalt in Washington. US-Präsident Calvin Coolidge berief ihn 1925 in die International Joint Commission, die den Auftrag hatte, Unstimmigkeiten zwischen den Vereinigten Staaten und Kanada über die Nutzung der gemeinsamen Grenzgewässer zu klären. Er gehörte der Kommission bis zu seinem Tod im Jahr 1933 an. Beigesetzt wurde er zunächst in einem Mausoleum auf dem Nationalfriedhof Arlington; als das Gebäude später abgerissen wurde, mussten auch McCumbers sterbliche Überreste verlegt werden. Seine spätere Grabstätte ist unbekannt.